# هندی کارائیبی
هندی کارائیبی یا هندوستانی کارائیبی یک زبان‌های هندوآریایی است که هندی‌های کارائیب در این مناطق بدان سخن می‌گویند. این زبان بیشتر بر پایه گویش‌های بوجپوری و اودهی است. این زبان توسط کارگران مهاجر از شبه‌قاره هند به کارائیب آمد. هندی کارائیبی بسیار به هندی فیجی و هندی رایج در موریس و آفریقای جنوبی نزدیک است.

## گویش‌ها
گویش‌های اصلی این زبان عبارتند از ترینیدادی رایج در ترینیداد و توباگو، گویانی رایج در گویان و سورینامی رایج در سورینام.